# Les Affinités électives (Magritte)
Pour les articles homonymes, voir Les Affinités électives (homonymie).
Les Affinités électives est un tableau réalisé par le peintre belge René Magritte en 1933. Cette huile sur toile de format vertical est une nature morte surréaliste qui représente un grand œuf dans une cage. Cet assemblage aurait été inspiré à l'artiste par une hallucination survenue en se réveillant une nuit dans une chambre où dormait aussi un oiseau. Empruntant son titre aux Affinités électives de Johann Wolfgang von Goethe, l'œuvre qui en résulte est perçue par Magritte comme un nouveau point de départ dans sa pratique picturale, laquelle s'attarderait désormais davantage sur la poésie qui résulte de la juxtaposition d'objets s'attirant secrètement par une relation subtile. Elle est conservée dans une collection privée.